# Mirali Sharipov
Mirali Sharipov, (* 30. října 1987) je uzbecký zápasník–judista.

## Sportovní kariéra
Patřil společně s Rishodem Sobirovem k nastupujícíc generaci uzbeckých judistů, kteří na sebe výrazně upozornili na olympijských hrách v Pekingu v roce 2008. V úvodním kole si poradil na ippon technikou tomoe-nage se španělským veteránem Óscarem Peñasem. V dalším kole si v pasivně vedeném zápase poradil na šido s Alžířanem Mounirem Benamadim a ve čtvrtfinále vyzval obhájce zlaté olympijské medaile Japonce Masato Učišibu. V polovině druhé minuty zaskočil favorita technikou tomoe-nage na juko a tento náskok držel do poslední minuty. V poslední minutě však neodolal finálnímu tlaku Učišiby a po jeho tomoe-nage se nechal chytit do osae-komi. V opravách se dostal do boje o třetí místo, ve kterém podlehl Korejci Pak Čchol-minovi na wazari technikou seoi-nage a obsadil 5. místo. Od roku 2010 přešel do lehké váhové kategorie, ve které se však na pozici reprezentační jedničky neprosadil. V roce 2012 se kvalifikoval na olympijské hry v Londýně, ale nominaci prohrál s krajanem Navruzem Jurakobilovem. V dalších letech musel čelit mladé nastupující generaci, ale stabilní výkonností v roce 2016 zajistil kvalifikaci na olympijské hry v Riu v lehké váze. Jeho druhý start na olympijských hrách však skončil v úvodním kole, když v polovině třetí minuty neuhlídal osobní techniku seoi-nage Nizozemce Dexe Elmonta a prohrál na wazari.

### Vítězství
- 2011 - 1x světový pohár (Taškent)
- 2012 - 1x světový pohár (Taškent)
- 2013 - 1x světový pohár (Taškent)
- 2015 - 1x světový pohár (Taškent)
- 2016 - 1x světový pohár (Baku)

## Výsledky
| Olympijské hry    |    |     | 5. |     |     |     | — |     |     |     | úč. |  |  |  |  |  |  |  |  |  |  |
| Mistrovství světa |    | úč. |    | 7.  | úč. | úč. |   | úč. | úč. | úč. |     |  |  |  |  |  |  |  |  |  |  |
| Asijské hry       | 7. |     |    |     | —   |     |   |     | —   |     |     |  |  |  |  |  |  |  |  |  |  |
| Mistrovství Asie  |    | úč. | 3. | úč. |     | 5.  | — | —   |     | —   | 3.  |  |  |  |  |  |  |  |  |  |  |
| MS juniorů        | 5. |     |    |     |     |     |   |     |     |     |     |  |  |  |  |  |  |  |  |  |  |